# Heaven and Hell (album de Joe Jackson)
Pour les articles homonymes, voir Heaven and Hell.
Albums de Joe Jackson
This Is It! (The A&M Years 1979–1989)
(1997) Symphony No. 1
(1999)
Heaven & Hell est le douzième album studio de Joe Jackson (sous le nom de Joe Jackson & Friends), sorti le 2 septembre 1997.
Cet album-concept a pour thème les sept péchés capitaux, chaque morceau illustrant l'un d'entre eux. Joe Jackson a invité plusieurs artistes à participer à cet opus, parmi lesquels Dawn Upshaw sur Angel (Lust), Joy Askew sur Tuzla (Avarice), Suzanne Vega sur Angel (Lust), Brad Roberts, des Crash Test Dummies, sur Passacaglia/A Bud and a Slice (Sloth), Jane Siberry sur The Bridge (Envy) et la violoniste Nadja Salerno-Sonnenberg sur Prelude et Fugue 2/Song of Daedalus (Pride).
Heaven & Hell s'est classé 3e au Top Classical Crossover.
En 2007, l'album a été adapté en comédie musicale juke-box, au Conservatoire de Boston, sous le titre Heaven & Hell: The Fantastical Temptation of the 7 Deadly Sins. La pièce suivait les pistes de l'album, chacune étant présentée à travers un mélange de danses et une représentation de chaque péché dans la vie quotidienne.

## Liste des titres
Toutes les chansons sont écrites et composées par Joe Jackson.
| No | Titre                                 | Durée |
| -- | ------------------------------------- | ----- |
| 1. | Prelude                               | 2:59  |
| 2. | Fugue 1/More Is More (Gluttony)       | 5:32  |
| 3. | Angel (Lust)                          | 7:11  |
| 4. | Tuzla (Avarice)                       | 7:33  |
| 5. | Passacaglia/A Bud and a Slice (Sloth) | 8:36  |
| 6. | Right (Anger)                         | 4:40  |
| 7. | The Bridge (Envy)                     | 5:59  |
| 8. | Fugue 2/Song of Daedalus (Pride)      | 7:55  |